# Andrzej Wroński

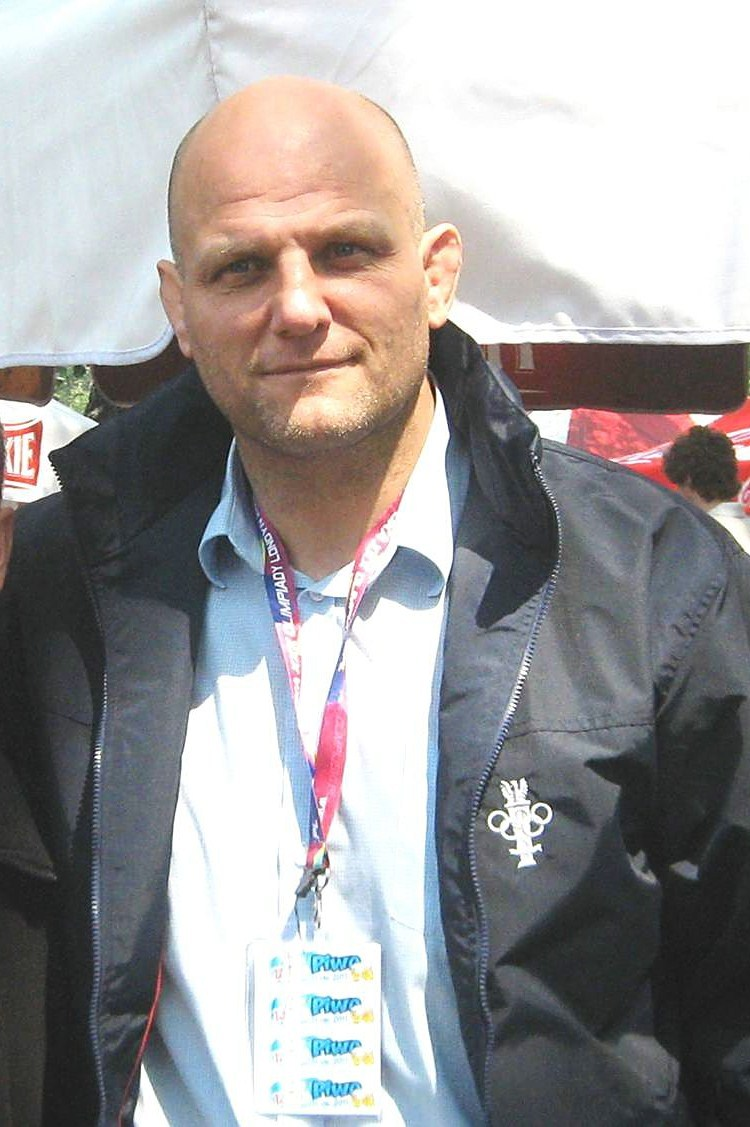
Andrzej Wroński 2011

Andrzej Adam Wroński (* 8. Oktober 1965 in Kartuzy) ist ein ehemaliger polnischer Ringer. Er war Olympiasieger 1988 im griechisch-römischen Stil im Schwergewicht.

## Werdegang
Andrzej Wroński begann 1976 im Alter von elf Jahren zusammen mit drei Brüdern mit dem Ringen. Der erste Verein, dem er von 1976 bis 1984 angehörte, war GLKS „Morena“ Żukowo. Dann trat er in die polnische Armee ein und wechselte zu Legia Warschau. Im Laufe seiner langen und sehr erfolgreichen Karriere hatte er viele Trainer, die alle einen Anteil an seinen Erfolgen hatten. Es waren dies Henryk Borecki, Boleslaw Dubicki, Wiesław Dziadura, Stanisław Krzeminski und Ryszard Świerad. Sie sorgten dafür, dass Wroński Mitte der 1980er Jahre die polnische Spitzenklasse im griechisch-römischen Stil erreichte und die bis dahin besten polnischen Schwergewichtsringer Roman Wrocławski und Roman Bierła, die zur Weltklasse zählten, ablöste. 1987 wurde er erstmals bei Weltmeisterschaften eingesetzt, kam aber in Clermont-Ferrand über einen 13. Platz nicht hinaus. Umso überraschender kam dann sein Sieg bei den Olympischen Spielen 1988 in Seoul. Dort schlug er im Finale den deutschen Meister Gerhard Himmel durch einen Ausheber mit Überstürzer. Eine Aktion, die ihm zwei Punkte einbrachte und die Himmel nicht mehr aufholen konnte.
Bei den Europameisterschaften 1989 in Oulu bewies er, dass sein Olympiasieg kein Zufall war, denn er wurde auch Europameister. Nicht sehr gut lief es für ihn bei den Weltmeisterschaften 1989 in Martigny/Schweiz. Er verlor in zwei Vorrundenkämpfen gegen Dušan Masár aus der CSSR und Ilja Wassiljewitsch aus Bulgarien. Den Kampf um den 5. Platz gewann er gegen Ferenc Takacs aus Ungarn. Weltmeister wurde Gerhard Himmel, der aber wegen der frühzeitigen Niederlagen Wrońskis nicht zu einer Olympiarevanche gegen diesen kam.
Bei den Europameisterschaften 1990 in Posen gewann Wroński eine Bronzemedaille. Er gewann dabei seine ersten vier Kämpfe jeweils durch Disqualifikation seines Gegners, ohne selbst einen einzigen technischen Punkt erzielt zu haben. Im 5. Kampf wurde er von Maik Bullmann, der hier seine letzte Meisterschaft für die DDR bestritt, gestoppt. Bei der Weltmeisterschaft des gleichen Jahres schied Wroński nach einer Niederlage gegen den neuen russischen Star Sjarhej Dsjamjaschkewitsch vorzeitig aus. Gegen denselben Athleten verlor er auch bei der Europameisterschaft 1991 in Aschaffenburg schon in der 2. Runde und schied erneut ohne Medaillengewinn aus. Ähnlich schlecht lief es für ihn bei der Weltmeisterschaft 1991 in Warna, wo er nur den 9. Platz belegte.
Im Frühjahr 1992 gewann er in Kopenhagen seinen zweiten EM-Titel im Schwergewicht durch einen Sieg über den Russen Ibragim Tschawtschalow. Bei den Olympischen Spielen dieses Jahres landete er auf dem undankbaren 4. Platz, nachdem er gleich in der 1. Runde eine Niederlage durch den US-Amerikaner Dennis Koslowski einstecken musste.
Auch bei den Europameisterschaften 1993 in Istanbul belegte er den 4. Platz, wobei er erneut gegen Sjarhej Dsjamjaschkewitsch unterlegen war. Bei der Weltmeisterschaft in Stockholm gewann er im Herbst 1993 die Bronzemedaille.
Eines seiner erfolgreichsten Jahre wurde dann 1994. Zunächst wurde er in Athen durch einen Finalsieg über den Griechen Triantafilidis Europameister und im Herbst des gleichen Jahres in Tampere auch Weltmeister.
Im Jahr 1995 ging Wroński nur bei den Weltmeisterschaften in Prag an den Start. Er traf dort in der 4. Runde auf den Schweden Mikael Ljungberg und unterlag diesem nach einer 5:0-führung noch mit 5:7 Punkten. Nach dieser bitteren Niederlage unterlag er, nicht mehr voll motiviert, auch im Kampf um die Bronzemedaille gegen Heorhij Soldadse aus der Ukraine.
Im Olympiajahr 1996 erreichte er bei den Europameisterschaften in Budapest zunächst den 3. Platz, nachdem er erneut an Mikael Ljungberg in einem Vorrundenkampf gescheitert war. Bei den Olympischen Spielen in Atlanta war er aber in Hochform und gewann seine zweite Goldmedaille nach 1988. Im Halbfinale schlug er dabei den Olympiasieger von 1992 Héctor Milián aus Kuba und im Finale Sjarhej Lischtwan aus Belarus.
In den Folgejahren gewann Wroński keinen weiteren internationalen Titel mehr. Er war aber bei einigen Meisterschaften noch in sehr guter Form und wurde bei der Weltmeisterschaft 1997 Bronzemedaillengewinner und bei der Weltmeisterschaft 1999 noch einmal Vizeweltmeister. Nachdem er bei den Olympischen Spielen 2000 in Sydney nur den 13. Platz belegt hatte, trat er zurück.
Im Jahr startete er aber mit 38 Jahren ein Comeback im Superschwergewicht. Er konnte sich aber bei der Weltmeisterschaft 2003 nicht mehr im Vorderfeld platzieren und scheiterte auch an der Qualifikation für die Olympischen Spiele 2004 in Athen. Andrzej Wroński, der auch mehrere Meisterschaftsrunden in der deutschen Bundesliga für den VfK Schifferstadt rang, trat danach endgültig zurück. Neuerdings ist er, wie beim Großen Preis der BRD 2006 in Leipzig, als Kampfrichter auf der Matte zu sehen.
Andrzej Wroński ist Offizier (chorąży sztabowy) in der polnischen Heer. Für seine Verdienste um den Ringersport wurde er im September 2010 in die FILA International Wrestling Hall of Fame aufgenommen.

## Internationale Erfolge
(alle Wettbewerbe im griechisch-römischen Stil, OS = Olympische Spiele, WM = Weltmeisterschaft, EM = Europameisterschaft, Halbschwergewicht, bis 1996 bis 90 kg Körpergewicht, ab 1997 bis 97 kg Körpergewicht, Schwergewicht, bis 1996 bis 100 kg Körpergewicht, ab 1997 abgeschafft, Superschwergewicht, bis 130 kg Körpergewicht)
| Jahr | Platz | Wettbewerb                                 | Gewichtsklasse | |
| 1985 | 5.    | Junioren-WM (Espoirs) in Colorado Springs  | Halbschwer     | hinter Sauri Iwanoschwili, Sowjetunion, Roger Gries, BRD, Sándor Major, Ungarn und Stanislaw Tanew, Bulgarien                      |
| 1987 | 13.   | WM in Clermont-Ferrand                     | Schwer         | Sieger: Guram Guduschauri, Sowjetunion vor Dennis Koslowski, USA, Vasile Andrei, Rumänien und Jörg Kotte, DDR                      |
| 1988 | 2.    | FILA-Grand-PrixGala                        | Schwer         | hinter Anatol Fedarenka, Sowjetunion und vor Tibor Kovács, Ungarn                                                                  |
| 1988 | Gold  | OS in Seoul                                | Schwer         | vor Gerhard Himmel, BRD, Koslowski, Ilija Georgiew, Bulgarien, Josef Tertelj, Jugoslawien und Yoo Young-Tae, Korea und Guduschauri |
| 1989 | 1.    | EM in Oulu                                 | Schwer         | vor Ion Ieremciuc, Rumänien, Wjatscheslaw Klimenko, Sowjetunion, Gerhard Himmel und Jörg Kotte                                     |
| 1989 | 5.    | WM in Martigny/Schweiz                     | Schwer         | hinter Himmel, Ilja Wassiliew, Bulgarien, Fedarenka, Dušan Masár, Tschechoslowakei und vor Ferenc Takacs, Ungarn                   |
| 1990 | 3.    | EM in Posen                                | Schwer         | hinter Fedarenka und Maik Bullmann, DDR und vor Ion Ieremciuc und Roger Gries                                                      |
| 1990 | 10.   | WM in Rom                                  | Schwer         | Sieger: Sjarhej Dsjamjaschkewitsch, Sowjetunion vor Major, Masár und Stipe Damjanović, Jugoslawien                                 |
| 1991 | 12.   | EM in Aschaffenburg                        | Schwer         | Sieger Sjarhej Dsjamjaschkewitsch vor Andreas Steinbach, BRD, Major und Celal Inceler, Türkei                                      |
| 1991 | 9.    | WM in Warna                                | Schwer         | Sieger: Héctor Milián, Kuba vor Jörgen Olsson, Schweden, Sjarhej Dsjamjaschkewitsch und Atanas Komtschew, Bulgarien                |
| 1992 | 1.    | EM in Kopenhagen                           | Schwer         | vor Ibragim Tschawtschalow, GUS, Steinbach, Komtschew, Ion Ieremciuc und Helge Hallik, Estland                                     |
| 1992 | 4.    | OS in Barcelona                            | Schwer         | hinter Héctor Milián, Koslowski, Sjarhej Dsjamjaschkewitsch und vor Steinbach und Ion Ieremciuc                                    |
| 1993 | 4.    | EM in Istanbul                             | Schwer         | hinter Sjarhej Dsjamjaschkewitsch, Tschawtschalow und Tengis Teodoradse, Georgien und vor Yahin Yılmaz, Türkei und Roger Gries     |
| 1993 | 3.    | WM in Stockholm                            | Schwer         | hinter Mikael Ljungberg, Schweden und Tschawtschalow, vor Sung Il-Song, Korea und James Johnsson, USA                              |
| 1994 | 1.    | EM in Athen                                | Schwer         | vor Alexander Triantafilidis, Griechenland, Heorhij Soldadse, Ukraine, Sjarhej Lischtwan, Belarus und Stipe Damjanović, Kroatien   |
| 1994 | 1.    | WM in Tampere                              | Schwer         | vor Bakur Gogitidse, Georgien, Heorhij Soldadse, Lischtwan, Tschawtschalow und Yahin Yılmaz, Türkei                                |
| 1995 | 4.    | WM in Prag                                 | Schwer         | hinter Ljungberg, Héctor Milián, Heorhij Soldadse und vor Tschawtschalow und Giuseppe Giunta, Italien                              |
| 1996 | 3.    | EM in Budapest                             | Schwer         | hinter Lischtwan und Igor Grabovetski, Moldawien und vor Giunta, Tschawtschalow und Bakur Gogitidse                                |
| 1996 | Gold  | OS in Atlanta                              | Schwer         | vor Lischtwan, Ljungberg, Teimuras Edischeraschwili, Russland, Héctor Milián und Brabovetski                                       |
| 1997 | 3.    | WM in Breslau                              | Halbschwer     | hinter Gogi Koguaschwili, Russland und Fedarenka und vor Maik Bullmann, Ljungberg und Wjatscheslaw Olijnyk, Ukraine                |
| 1998 | 2.    | FILA-Test-Tournament in Colorado Springs   | Superschwer    | hinter Rulon Gardner, USA und vor Corey Farkas, USA                                                                                |
| 1998 | 8.    | WM in Gävle/Schweden                       | Halbschwer     | Sieger: Koguaschwili vor Marek Švec, Tschechische Republik, Heorhij Soldadse und Petre Sudureac, Rumänien                          |
| 1999 | 11.   | EM in Sofia                                | Halbschwer     | Sieger: Ljungberg vor Ali Mollow, Bulgarien, Sudureac und Heorhij Soldadse                                                         |
| 1999 | 2.    | WM in Athen                                | Halbschwer     | hinter Koguaschwili und vor Ljungberg, Hakkı Başar, Türkei und Gennadi Tschadse, Georgien                                          |
| 2000 | 13.   | OS in Sydney                               | Halbschwer     | Sieger: Ljungberg vor Heorhij Soldadse, Garret Lowney, USA und Konstantinos Thanos, Griechenland                                   |
| 2003 | 2.    | Welt-Militärmeisterschaft in Istanbul      | Superschwer    | hinter Yekta Yılmaz Guel, Türkei und vor Xenofou Koutsiontas, Griechenland                                                         |
| 2003 | 12.   | WM in Créteil                              | Superschwer    | Sieger: Chassan Barojew, Russland vor Mihály Deák Bárdos, Ungarn und Georgi Zurzumia, Kasachstan                                   |
| 2004 | 10.   | Olympia-Qualifikations-Turnier in Novi Sad | Superschwer    | Sieger: Mijaín López, Kuba vor Yımaz und Mirian Giorgadse, Georgien                                                                |

## Polnische Meisterschaften
Andrzej Wroński gewann von 1988 bis 2000 dreizehnmal die polnische Meisterschaft.